# فرایتلاینر تراکس

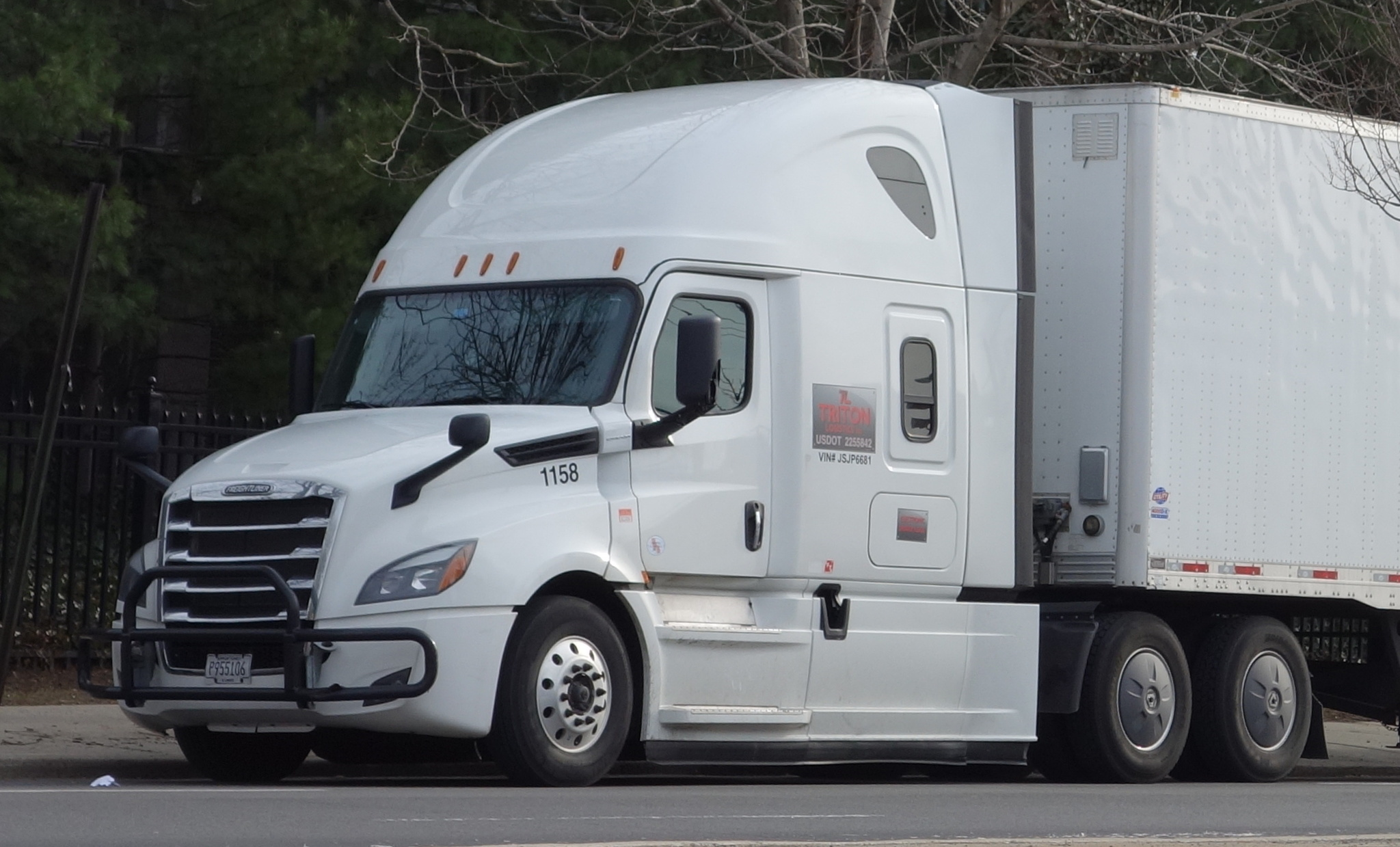
فرایتلاینر کَسکِدیا

فرایتلاینر تراکس (انگلیسی: Freightliner Trucks) شرکت خودروسازی آمریکایی است، که در سال ۱۹۴۲ تأسیس شد و هم‌اکنون زیرمجموعه‌ای از شرکت دایملر آگ می‌باشد.

## تاریخچه و محرک پیدایش

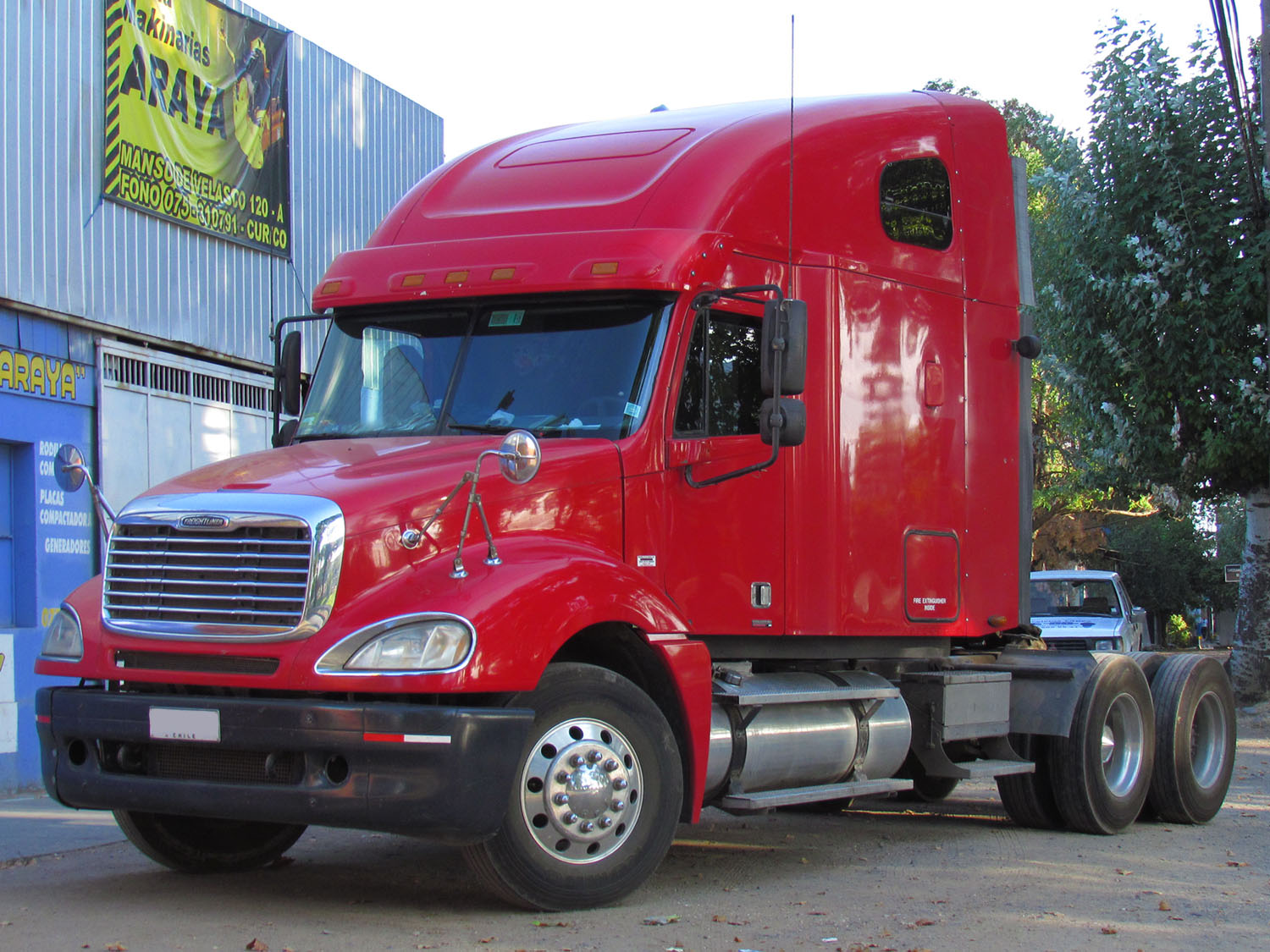
فرایتلاینر سی‌ال ۱۲۰

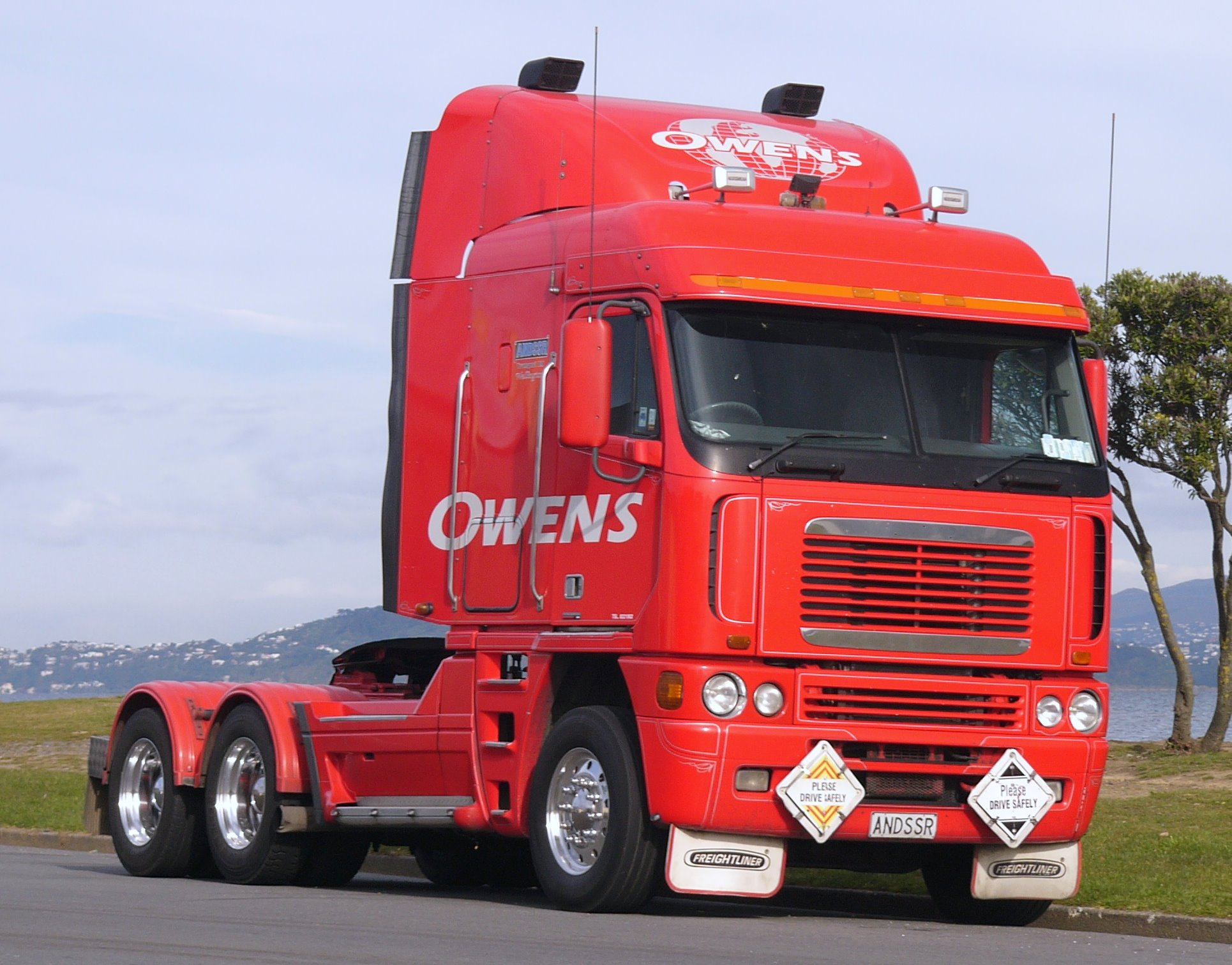
فرایتلاینر آرگوسی

ریشه سرآغاز شرکت فرایتلاینر به سال ۱۹۲۹ بر می‌گیردد. پس از تأسیس شرکت Consolidated Freightways (CF) در پورتلند، اورگان، بنیانگذار این شرکت، للند جیمز یک بخش تولیدات جزئی را برای استفاده شرکت راه اندازی کرد. کارخانه تولیدی که در یک مرکز مونتاژ توسعه یافته است، از خودروها این شرکت به عنوان نقطه شروع طراحی در سال ۱۹۴۲ و محرک اصلی پیدایش فرایتلاینر استفاده کردند و کابین کامیون‌ها را در محور جلو قرار دادند. که گفتنی است در آن زمان با سخت گیرانه ترین قوانین جاده‌های ایالات متحده آمریکا اقدام به تولید کامیون این شرکت نمودند.

## حاشیه
از دسامبر سال ۲۰۲۰، فرایتلاینر تحت حکم دادگاه برای بهبود ایمنی و امنیت در دستور اجرای قوانین قرار گرفت و پس از تحقیقات مشخص شد که فرایتلاینر نتوانسته‌ است ایمنی استاندارد در محصولات خود استفاده کند. توسط ستاد NHTSA به مبلغ ۳۰ میلیون دلار جریمه شد. در سال ۲۰۱۹ فرایتلاینر مجبور شد که ۲۴ بار شخصا توسط NHTSA در دادگاه حاضر و علیه او شکوائیه ایمنی صادر کنند، در مجموع بیش از ۱۰۰ فراخوان در کامیون پرچمدار خود مانند کَسکِدیا صورت گرفته است. کارشناسان‌ ایمنی متوجه شدند که فرایتلاینر هیچ سیستمی برای عیبیابی و بهبود ایرادات خود ندارد و دستور داد ۵ میلیون دلار از جریمه برای ارتقای سیستم‌های کاغذی قدیمی و تبدیل به نرم‌افزار فراخوانی که توسط خودروسازان دیگر برای چندین دهه استفاده می‌شد اعمال شود.

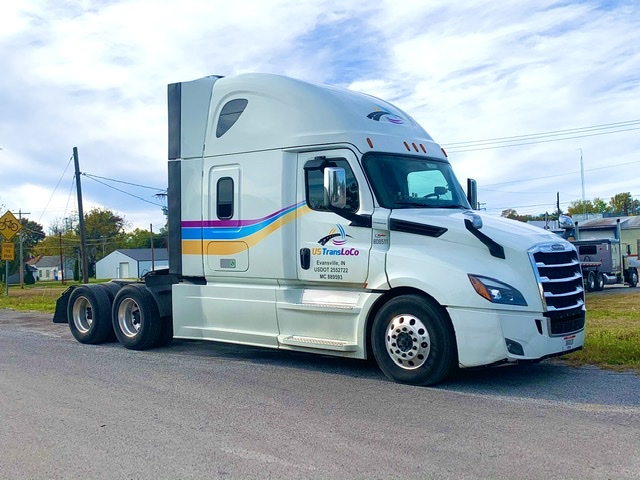
فرایتلاینر کَسکِدیا

از ماه مه ۲۰۲۱ فرایتلاینر حداقل سه پرونده‌باز در مورد مسائل الکتریکی، از جمله چندین آتش سوزی و غیره علیه خود دارد.
چند هفته پس از صدور جریمه توسط NHTSA، راجر نیلسن، مدیرعامل فریتلاینر، جان اولیری، یکی از مدیران ارشد کامیون‌های مرسدس بنز، و مدیر مالی سابق شرکت مادر دایملر تراکس، جایگزین شد.